# Гадюка Латасте
Гадюка Латасте (Vipera latastei) — отруйна змія з роду Гадюка родини Гадюкові. Має 2 підвиди. 

## Етимологія
Вид отримав свою назву на честь французького зоолога Фернанда Латасте. Інша назва «курноса гадюка».

## Опис
Загальна довжина сягає 60—75 см. Голова різко трикутна. Тулуб щільний, доволі куций. Кінчик морди досить різко й високо піднято догори, іноді увінчано коротким м'яким виростом («ріжком»). Цей виріст вкрито декількома дрібними довгастими лусочками. Він помітно коротше, ніж у носатий гадюки.
Забарвлення сірувато-буре або червонувате. Темні плями вздовж спини зливаються у зигзагоподібну смугу. Плями посередині спини трохи світліше, а з краю темно-бурі, майже чорні.

## Поширення
Мешкає на Піренейському півострові (Португалія, Іспанія).

## Спосіб життя
Полюбляє вологі та сухі кам'янисті, гірські місцини, сухі чагарники і рідколісся, живоплоти, кам'яні стіни, а іноді прибережні дюни. Активна вночі. Зустрічається на висоті до 3030 м над рівнем моря. Харчується мишоподібними гризунами та ящірками.
Це живородна змія. Самиця народжує від 2 до 13 дитинчат (1 раз на 3 роки).

## Охорона
Раритетний вид плазунів, занесений до Червоного списку МСОП (охоронна категорія: уразливий вид).

## Підвиди
- Vipera latastei latastei
- Vipera latastei gaditana